# Guyana Agricultural and General Workers' Union
La Guyana Agricultural and General Workers Union (GAWU) est un syndicat de travailleurs guyannien.

## Historique
Les débuts de la Guyana Agricultural and General Workers Union (GAWU) remontent à 1946, année de la création de la British Guiana Industrial Workers Union (GIWU). Le syndicat joue un rôle important dans la grève menée en 1948 par les travailleurs d'un certain nombre de domaines de la côte est de Demerara. Les travailleurs protestent contre le système de coupe et de chargement et pour la reconnaissance du GIWU, pour l'amélioration de leurs salaires et pour l’amélioration de leurs conditions de vie et de travail. Cette grève prend fin peu après la fusillade des martyrs d'Enmore, le 16 juin 1948.
Sans doute affecté par cet incident et plus tard par la scission au niveau politique du Parti populaire progressiste, le GIWU a connu une accalmie dans ses activités.
Il ressuscite sous le nom de Guyana Sugar Workers Union en 1961 et en 1962, est rebaptisé Guiana Agricultural Workers Union (GAWU).